# Big Dance
Big Dance – jeden z najstarszych zespołów nurtu polskiej muzyki tanecznej (disco polo).

## Historia
Został założony jesienią 1989 roku przez Ireneusza Golczyka i Bogdana Grada – wokalistów tego zespołu. Początkowo Big Dance grał muzykę chodnikową, która wtedy przeżywała swój największy rozkwit. 
W 1995 roku zespół Big Dance rozpoczął współpracę z firmą fonograficzną S.T.D i wydał płytę Balla Balla. Popularność tego zespołu zaczęła rosnąć, a utwory Gaz Gaz i Balla Balla stały się hitami. Potem grupa wydała kolejne kasety i płyty – Bananowe sny i Życie na 100%.
W 2011 roku zespół Big Dance nagrał dla Super Express kolekcję biesiadną Od biesiady do biesiady składającą się z 15 płyt.
Inne hity grupy muzycznej Big Dance to:
- Zupa Romana (cover utworu grupy Schrott nach 8(inne języki))
- Balanga
- Śpiewaj na na na
- Kankan
- Mada mio
- W gorącym słońcu Casablanki
- Córka grabarza
- Rym Cym
- Panna Andzia
- Panna Walercia

## Muzycy zespołu
Obecny skład:
- Bogdan Grad - banjo, vocal (od 1989)
- Ireneusz Golczyk - gitara akustyczna, vocal (od 1989)
- Max Pelczarski - akordeon (od 2002)
- Adam Przybylski - kontrabas (od 2021)
- Krystian Kociela - perkusja (od 2021)

Dawni członkowie:
- Paweł Nikodemski - instrumenty klawiszowe, vocal (1995)
- Paweł Kaźmierczak - instrumenty klawiszowe, akordeon (1996-1998)
- Arkadiusz Wojdal - akordeon (1998)
- Piotr Pączek - gitara (1998)
- Piotr Pietrzak - perkusja (2002-2014)
- Radosław Wróbel - gitara basowa (2002-2014)

## Dyskografia
- Oczy niebieskie (1989)[6]
- Kobieta w czerni (1991)
- Suzana (1992)
- Bananowe sny (1992)
- Hej dziewczyno (1993)
- Te numery (1993)
- Szwejk Disco (1993)
- Disco w koszarach (1994)
- Wojsko, Dziewczyny I Seksowna Zabawa (1994)
- Balla Balla (1995)[7]
- Bananowe sny 1996 (1996)[8]
- Wesele na żywo (1997)
- Życie na 100% (1997)[9]
- Biesiada po polsku vol.1 (1998)[10]
- Tanga i walce (1998)
- Ludowe przeboje dla wszystkich vol.4 (1998)[11]
- Biesiada po polsku vol.2 (1998)[12]
- Tanga i walce vol.2 (1998)
- Ludowe przeboje dla wszystkich vol.5 (1998)[13]
- Tanga i walce vol.3 (1998)
- Z mundurem na wesoło (1999)[14]
- Biesiada po polsku vol.3 (1999)
- Tanga i walce vol.4 (1999)
- The best of (1999)
- Przeboje dla rezerwy (1999)[15]
- Tanga i walce vol.5 (1999)
- Piosenki ciemnej ulicy (1999)
- Biesiada po polsku vol.4 (1999)[16]
- Tanga i walce vol.6 (2000)
- Greckie przeboje (2000)[17]
- Biesiada po polsku vol.5 (2000)
- Tanga i walce vol.7 (2000)
- Jedzie pociąg (2001)
- Tanga i walce vol.8 (2001)
- Romantyczne gitary (2001)
- Biesiada po polsku vol.6 (2001)
- W siną dal (2002)
- Tanga i walce vol.9 (2002)
- Biesiada po polsku vol.7 (2003)
- The best Big Dance 2008-Śpiewaj z nami (2008)[18]
- A więc chodź (2017)[19]

## Strony Internetowe
- Big Dance - oficjalna strona
- Big Dance Official - YouTube  channel